# Ordre de l'Étalon
L'ordre de l'Étalon est un ordre honorifique burkinabè qui récompense le mérite personnel et les services éminents, civils ou militaires rendus à la nation. C’est la distinction la plus élevée au Burkina Faso. Il a été créé en 2017 pour remplacer l'ordre national du Burkina Faso.

## Historique
En septembre 2017, à la suite d'un atelier organisé par la grande chancellerie des ordres burkinabè, la décision est prise de remplacer l'ordre national du Burkina Faso par l'ordre de l’Étalon. Ce changement est effectué pour renouveler et moderniser les ordres burkinabè, sur recommandation de la conférence des grandes chancelleries des ordres nationaux d’Afrique francophone subsaharienne et de France, afin que les ordres de chaque pays reflètent sa culture spécifique,.

## Composition
Tout comme l'ordre national du Burkina Faso, l'ordre de l'Étalon comporte 3 grades et 2 dignités :

### Grades
- Chevalier
- Officier
- Commandeur

### Dignités
- Grand officier
- Grand-croix

## Récipiendaires
Les chefs d'État du Burkina Faso sont tous élevés par défaut à la dignité de grand-croix de l’ordre de l’Étalon lorsqu'ils arrivent au pouvoir, occupant la fonction de « grand maître des ordres burkinabè ».

### Chevalier
- Paul-Miki Roamba, journaliste burkinabè (2022)[5]

### Officier
- Olivia Rouamba, ministre burkinabè (2022)[6]

### Commandeur
- Paul Kaya, ministre congolais et fonctionnaire international.
- Sergueï Lavrov, ministre russe des Affaires étrangères (2024).